# Cryptoniesslia setulosa
Cryptoniesslia setulosa är en svampart som beskrevs av Scheuer 1993. Cryptoniesslia setulosa ingår i släktet Cryptoniesslia och familjen Niessliaceae.   Inga underarter finns listade i Catalogue of Life.